# Usall (Porqueras)
Usall es una entidad de población española del municipio de Porqueras, perteneciente a la provincia de Gerona, en la comunidad autónoma de Cataluña.

## Toponimia
El lugar puede aparecer referido con las grafías «Usall» y «Usay».

## Historia
Hacia mediados del siglo XIX, el lugar, ya por entonces perteneciente a Porqueras, tenía contabilizada una población de medio centenar de habitantes. Aparece descrito en el decimoquinto volumen del Diccionario geográfico-estadístico-histórico de España y sus posesiones de Ultramar de Pascual Madoz con las siguientes palabras:

USAY ó USALL: l. en la prov., part. jud. y dióc. de Gerona (3 leg.), aud. terr. y c. g. de Barcelona 25), ayunt. de Porqueras. sit. en un llano, con buena ventilacion y clima templado y saludable. Tiene 20 casas y una igl. parr. (San Cristóbal) servida por un cura de ingreso de provision real y ordinaria. El term. confina: N. Seriñá; E. Fontcuberta; S. Bañolas, y O. Porqueras. El terreno es de mediana calidad; le cruzan varios caminos locales. prod.: trigo, aceite y legumbres; cria el ganado necesario para la labor y caza de conejos. pobl.: 11 vec., 50 alm. cap. prod.: 981,200. imp.: 24,530.
(Madoz, 1849, p. 236)

En 2022, tenía empadronados 101 habitantes.